# Guilherme (football, avril 1991)
Pour les articles homonymes, voir Guilherme.
Guilherme dos Santos Torres dit Guilherme né le 5 avril 1991 à Santo André, est un footballeur brésilien. Il évolue au poste de milieu de terrain à l'Olympiakos.

## Carrière
Il signe en 2014 en faveur du club italien de l'Udinese Calcio.
Le 17 août 2018, il signe un contrat de 3 ans en faveur de l'Olympiakos.

## Statistiques
| Saison                | Club                    | Championnat           | Championnat | Championnat | Coupe(s) nationale(s) | Coupe(s) nationale(s) | Compétition(s) continentale(s) | Compétition(s) continentale(s) | Compétition(s) continentale(s) | Championnat d'État | Championnat d'État | Recopa Sudamerica | Recopa Sudamerica | Total | Total |
| Saison                | Club                    | Division              | M.          | B.          | M.                    | B.                    | Comp.                          | M.                             | B.                             | M.                 | B.                 | M.                | B.                | M.    | B.    |
| 2009                  | Portuguesa de Desportos | Serie B               | 2           | 0           | 0                     | 0                     | -                              | -                              | -                              | 0                  | 0                  | -                 | -                 | 2     | 0     |
| 2010                  | Portuguesa de Desportos | Serie B               | 3           | 0           | 0                     | 0                     | -                              | -                              | -                              | 1                  | 0                  | -                 | -                 | 4     | 0     |
| 2011                  | Portuguesa de Desportos | Serie B               | 35          | 4           | 1                     | 0                     | -                              | -                              | -                              | 14                 | 1                  | -                 | -                 | 50    | 5     |
| 2012                  | Portuguesa de Desportos | Serie A               | 6           | 0           | 5                     | 0                     | -                              | -                              | -                              | 16                 | 1                  | -                 | -                 | 27    | 1     |
| Sous-total            | Sous-total              | Sous-total            | 46          | 4           | 6                     | 0                     | -                              | -                              | -                              | 31                 | 2                  | -                 | -                 | 83    | 6     |
| 2012                  | SC Corinthians          | Serie A               | 14          | 2           | -                     | -                     | -                              | -                              | -                              | -                  | -                  | -                 | -                 | 14    | 2     |
| 2013                  | SC Corinthians          | Serie A               | 27          | 3           | 1                     | 0                     | CL                             | 0                              | 0                              | 12                 | 1                  | 2                 | 0                 | 42    | 4     |
| 2014                  | SC Corinthians          | Serie A               | 5           | 1           | 2                     | 0                     | -                              | -                              | -                              | 14                 | 2                  | -                 | -                 | 21    | 3     |
| Sous-total            | Sous-total              | Sous-total            | 46          | 6           | 3                     | 0                     | -                              | 0                              | 0                              | 26                 | 3                  | 2                 | 0                 | 77    | 9     |
| 2014-2015             | Udinese Calcio          | Serie A               | 34          | 0           | 3                     | 0                     | -                              | -                              | -                              | -                  | -                  | -                 | -                 | 37    | 0     |
| 2015-2016             | Udinese Calcio          | Serie A               | 5           | 0           | 2                     | 1                     | -                              | -                              | -                              | -                  | -                  | -                 | -                 | 7     | 1     |
| Sous-total            | Sous-total              | Sous-total            | 39          | 0           | 5                     | 1                     | -                              | -                              | -                              | -                  | -                  | -                 | -                 | 44    | 1     |
| Total sur la carrière | Total sur la carrière   | Total sur la carrière | 131         | 10          | 14                    | 1                     | -                              | 0                              | 0                              | 57                 | 5                  | 2                 | 0                 | 204   | 16    |

## Palmarès
Il gagne avec le Portuguesa de Desportos la Serie B en 2011. Il remporte ensuite la Coupe du monde des clubs en 2012 ainsi que le Campeonato Paulista en 2013 et la Recopa Sudamericana la même année avec les Corinthians.